# Велёпольский, Кароль
Кароль Велёпольский (ум. 20 декабря 1773) — государственный деятель Речи Посполитой, хорунжий великий коронный (1753—1773), конюший великий коронный (1731—1754), кухмистр великий коронный (1728—1731), генеральный староста краковский (1732—1768), ротмистр панцирный.

## Биография
Представитель польского шляхетского рода Велёпольских герба «Старыконь». Старший сын Францишека Велёпольского (1658—1732) и Терезы Магдалены Тарло (ум. 1700). Братья — Ян и Иероним.
9-й ординат Пиньчувский (1732—1773), граф Священной Римской империи (граф на Живце и Песковой Скале) и маркграф Гонзага-Мышковский.
Занимал должности хорунжего коронного (1753—1773), конюшего коронного (1731—1754), кухмистра коронного (1728—1731), генерального старосты краковского (1732—1768), ротмистра панцирной хоругви.
В 1733 году был избран послом (депутатом) на элекционный сейм, где поддержал кандидатуру Станислава Лещинского. В том же 1733 году — консуляр краковского повята в конфедерации, созданной в защиту Станислава Лещинского.
В 1731 году был награждён Орденом Белого орла.

## Семья и дети
В 1725 году женился на Эльжбете Мнишек (ум. 1746), дочери маршалка великого коронного и каштеляна краковского Юзефа Мнишека (ум. 1747) и Констанции Тарло (ум. 1740). Их дети:
- Францишек (1732—1809), 10-й ординат Пиньчувский, маршалок надворный коронный (1767—1775), камергер королевский
- Юзеф (ум. 1784), ротмистр панцирный (1774)
- Игнацы (1741—1797), староста липинский, граф Австрийской империи
- Констанция, муж — подскарбий великий коронный Теодор Вессель
- Людвика, муж — генеральный староста краковский Эльяш Водзицкий
- Марианна, муж — староста солецкий Тадеуш Ярачевский
- Урсула, муж — Александр Шембек